# Musön
Musön este o arie protejată (arie specială de conservare — SAC, sit de importanță comunitară — SCI) din Suedia întinsă pe o suprafață de 152,4 ha, integral pe uscat.

## Localizare
Centrul sitului Musön este situat la coordonatele 58°37′56″N 11°14′40″E / 58.6322°N 11.2445°E.

## Înființare
Situl Musön a fost declarat sit de importanță comunitară în aprilie 2004 pentru a proteja un număr necunoscut de specii din flora spontană și fauna sălbatică aflate în arealul zonei. Situl a fost protejat și ca arie specială de conservare în martie 2011.

## Biodiversitate
Situată în ecoregiunile boreală și marină Atlantică, aria protejată conține 5 habitate naturale: Formațiuni de Juniperus communis pe lande sau pajiști calcaroase, Vegetație anuală la limita mareei, Pajiști umede nord-atlantice cu Erica tetralix, Faleze cu vegetație de pe coastele atlantice și baltice, Pajiști fino-scandinave uscate până la mezice, bogate în specii de altitudine mică.
La baza desemnării sitului se află un număr nedeclarat de specii protejate.